# Ley orgánica
Una ley orgánica es aquella que se requiere constitucionalmente para regular ciertas materias. Habitualmente, debido a la importancia de las materias que regula (derechos fundamentales de los ciudadanos o articulación de los diversos poderes del Estado, por ejemplo), para que un órgano legislativo pueda aprobar una ley orgánica se exige más que una mayoría simple. La constitución suele prescribir que dichas normas sean aprobadas, por ejemplo, por mayoría absoluta o por algún otro tipo de mayoría cualificada. Con ello se pretende que no sea una mayoría parlamentaria coyuntural la que configure aspectos básicos y fundamentales de la convivencia ciudadana o la estructura y organización de los poderes de las personas
En los países en donde existe este escalón intermedio entre las leyes ordinarias o comunes y la Constitución, es normal que se límite la aplicación de las leyes orgánicas a una serie de materias concretas (a este también se le denomina «reserva de ley orgánica»). El fundamento de esta limitación es doble:
- Obligar a la regulación con amplia mayoría parlamentaria de ciertas materias muy sensibles.
- Evitar esa regulación, que es mucho más difícil de modificar, en otro tipo de materias más cambiantes y que necesitan de mayor flexibilidad en su regulación.

En derecho comparado, el antecedente jurídico más inmediato de las leyes orgánicas se encuentra en el derecho francés, en particular en la Constitución francesa de 1958, que estableció un escalón intermedio entre la norma constitucional y las leyes ordinarias.

## Regulación por países

### Chile
En Chile, la ley orgánica constitucional es una categoría especial de ley del ordenamiento jurídico chileno, establecida por la Constitución de 1980, que versa sobre materias expresamente previstas en el mismo texto constitucional y que requerían (antes de la reforma constitucional del 27 de enero de 2023 en virtud de la ley n.º 21.535) para ser aprobadas, modificadas o derogadas de una mayoría especial de cuatro séptimos de los diputados y senadores en ejercicio. Actualmente el art.66 inc 2 de la Constitución solo exige mayoría absoluta de los diputados y senadores en ejercicio

### Colombia
Aquellas que la Constitución establece taxativamente. Le siguen en jerarquía a las leyes estatutarias y se establece un trámite especial para su expedición por su importancia jurídica. Pertenecen a esta categoría las siguientes:
- Los Reglamentos del Congreso y de cada una de las Corporaciones (Artículo 151 constitucional).
- Las normas sobre preparación, aprobación y ejecución del presupuesto de rentas y Ley de apropiaciones (Artículos 349, inciso 1, y 350 inciso 1 constitucional).
- Las normas sobre preparación, aprobación y ejecución del plan general de desarrollo (Artículo 342, inciso 1 Constitucional).
- Las normas relativas a la asignación de competencias normativas a las entidades territoriales y entre éstas y la Nación (Artículo 288 constitucional).
- La regulación correspondiente a la programación, aprobación, modificación, ejecución de los presupuestos de las entidades territoriales y de los entes descentralizados de cualquier nivel administrativo, y su coordinación con el plan nacional de desarrollo (Artículo 352 constitucional).
- Las atribuciones, los órganos de administración, los recursos de las regiones y su participación en el manejo de los ingresos provenientes del fondo nacional de regalías (Artículo 307, inciso 2 constitucional).
- La definición de los principios para la adopción del estatuto especial de cada región (Artículo 307, inciso 2 constitucional).
- El establecimiento de las condiciones, previo concepto de la comisión de ordenamiento territorial, para solicitar la conversión de la región en entidad territorial, y posterior referendo de los ciudadanos de los departamentos interesados (Artículo 307, inciso 1 constitucional).
- El establecimiento de los requisitos para que el Congreso Nacional pueda decretar la formación de nuevos departamentos (Artículo 297 constitucional).
- La regulación sobre la capacidad de los organismos y entidades estatales para contratar (Artículo 352 constitucional).
- El ordenamiento territorial (Artículo 297 constitucional).

Estas leyes requerirán para su aprobación la mayoría absoluta, es decir, la mitad de los miembros, cabe mencionar que el control que hace la Corte Constitucional debe ser por demanda ciudadana.

### Ecuador
En la Constitución ecuatoriana, la tipicidad de ley orgánica viene establecida desde la carta magna de 1998 (artículo 142), plasmandose sus mismos contendios en la Constitución de  Montecristi del 2008. El Artículo 133 menciona literalmente que las leyes serán orgánicas y ordinarias. Las leyes orgánicas son:
1. Las que regulen la organización y funcionamiento de las instituciones creadas por la Constitución.
2. Las que regulen el ejercicio de los derechos y garantías constitucionales.
3. Las que regulen la organización, competencias, facultades y funcionamiento de los gobiernos autónomos descentralizados.
4. Las relativas al régimen de partidos políticos y al sistema electoral.
"La expedición, reforma, derogación e interpretación con carácter generalmente obligatorio de las leyes orgánicas requerirán mayoría absoluta de los miembros de la Asamblea Nacional. Las demás serán leyes ordinarias, que no podrán modificar ni prevalecer sobre una ley orgánica."

### España
En el ordenamiento jurídico español, la relación de las leyes orgánicas con las leyes ordinarias no es de carácter jerárquico, como sí ocurre en las relaciones entre ley y reglamento, sino que es una relación por razón de la materia. Es decir, que las materias reservadas a las leyes orgánicas no pueden ser reguladas mediante ley ordinaria, estableciéndose una relación entre ambas Leyes de índole material, resultando que no pueden inmiscuirse la una en los ámbitos de actuación de la otra. Esta idea es el punto de partida para considerar qué tipo de Ley habrá de ser la prevalente para un caso determinado, y no una supuesta jerarquía entre ambos tipos de Ley. 
Sobre su relación con el elemento democrático, y como ha señalado el Tribunal Constitucional de forma reiterada en su sentencias STC 5/1981 y STC 213/1996, la atribución de rango de Ley Orgánica a determinados preceptos de una ley no debe llevarse más allá de los casos especialmente determinados en el artículo 81 de la Constitución, porque, según reiterada doctrina de este Tribunal, constituye una excepción al régimen general de las mayorías parlamentarias, base del sistema democrático, que sólo puede admitirse en los casos expresamente previstos por el citado precepto constitucional.
Las materias que deben ser reguladas por medio de Ley Orgánica en España son:
- Desarrollo de los derechos fundamentales y libertades públicas
- Aprobación y modificación de los Estatutos de Autonomía
- Régimen electoral general
- Desarrollo / Modificación de la constitución.

En total dentro de la Constitución Española encontramos 20 remisiones a la Ley Orgánica, la mayoría de ellas versan sobre la organización institucional y territorial de Estado español, por ejemplo, instituciones como el Tribunal Constitucional (art. 165), el Consejo de Estado (art. 107), el Defensor del Pueblo (art. 54) o las Fuerzas Armadas (art. 8).

### República Dominicana
Las leyes orgánicas son aquellas que por su naturaleza regulan los derechos fundamentales; la estructura y organización de los poderes públicos; la función pública; el régimen electoral; el régimen económico financiero; el presupuesto, planificación e inversión pública; la organización territorial; los procedimientos constitucionales; la seguridad y defensa; las materias expresamente referidas por la Constitución y otras de igual naturaleza. Para su aprobación o modificación requerirán del voto favorable de las dos terceras partes de los presentes en ambas cámaras.

### Venezuela
El artículo 203 de la Constitución de la República Bolivariana de Venezuela señala en sus tres primeros párrafos:
«Son leyes orgánicas las que así denomina esta Constitución; las que se dicten para organizar los poderes públicos o para desarrollar los derechos constitucionales y las que  sirvan de marco normativo a otras leyes. 
Todo proyecto de ley orgánica, salvo aquel que esta Constitución califique como tal, será previamente admitido por la Asamblea Nacional, por el voto de las dos terceras partes de los o las integrantes presentes antes de iniciarse la discusión del respectivo proyecto de ley. Esta votación calificada se aplicará también para la modificación de las leyes orgánicas.
Las leyes que la Asamblea Nacional haya calificado de orgánicas serán remitidas, antes de su promulgación a la Sala Constitucional del Tribunal Supremo de Justicia, para que se pronuncie acerca de la constitucionalidad de su carácter orgánico. La Sala Constitucional decidirá en el término de diez días contados a partir de la fecha de recibo de la comunicación. Si la Sala Constitucional declara que no es orgánica la ley perderá este carácter.»

### Perú
En el ordenamiento jurídico peruano también existen estas leyes orgánicas. Es así como en el artículo 106 de la Constitución del Perú se señalan que son aquellas que "regulan la estructura y el funcionamiento de las entidades del Estado previstas en la Constitución, así como también las otras materias cuya regulación por ley orgánica está establecida en la Constitución".
En este caso en el Perú para su aprobación y modificación será el de la mayoría absoluta de los miembros del Congreso.